# Фріц Гекнер
Фріц Гекнер (нім. Fritz Hoeckner; 22 грудня 1912, Берлін — 3 липня 1942, Атлантичний океан) — німецький офіцер-підводник, корветтен-капітан крігсмаріне.

## Біографія
В 1933 році вступив на флот. З 22 листопада 1941 року — командир підводного човна U-215. 9 червня 1942 року вийшов у свій перший і останній похід. 3 липня потопив британський торговий пароплав Alexander Macomb, який перевозив 9000 тонн військового спорядження, танків, літаків і вибухівки; 10 з 66 членів екіпажу пароплава загинули. Того ж дня U-215 був потоплений в Північній Атлантиці східніше Бостона (41°48′ пн. ш. 66°38′ зх. д.) глибинними бомбами британського траулера HMS Le Tiger. Всі 48 членів екіпажу загинули.

## Звання
- Фенріх-цур-зее (1 липня 1934)
- Лейтенант-цур-зее (1 жовтня 1936)
- Оберлейтенант-цур-зее (1 червня 1938)
- Капітан-лейтенант (1 січня 1941)
- Корветтен-капітан (1 липня 1942)

## Нагороди
- Медаль «За вислугу років у Вермахті» 4-го класу (4 роки)